# Xã Rose, Quận Jefferson, Pennsylvania
Xã Rose (tiếng Anh: Rose Township) là một xã thuộc quận Jefferson, tiểu bang Pennsylvania, Hoa Kỳ. Năm 2010, dân số của xã này là 1.255 người.